# Riverton (Oregon)
Riverton az Amerikai Egyesült Államok északnyugati részén, Oregon állam Coos megyéjében, az Oregon Route 42S mentén (a U.S. Route 101 egykori szakaszán) elhelyezkedő önkormányzat nélküli település.

## Története
A folyó menti elhelyezkedéséről elnevezett települést 1889-ben alapították; az első lakos Orlando A. Kelly, az 1890 és 1961 között működő posta első vezetője volt.
1915-ben Riverton népessége kétszáz fő volt, ekkor Kalifornia felé gőzhajók közlekedtek. A megye első szénbányája 1854-ben nyílt meg; a legfontosabb iparágban akár a munkások negyede is dolgozhatott. Riverton több mint ötven éven át volt a szénbányászat központja. 1940-ben a lakosságszám 150 fő volt, Riverton ekkor a borsót termesztő farmerek piacaként szolgált. A komp 1969-ben még megyei üzemeltetésben állt. Egykor általános és középiskola is volt itt.
1901 körül egy keresztény templom volt itt; a mai létesítménynek nincs köze a korábbihoz.

## Népesség
A település népességének változása:

| 1915 | 200 |
| 1940 | 150 |

## Fordítás
- Ez a szócikk részben vagy egészben  a   Riverton, Oregon című angol Wikipédia-szócikk ezen változatának fordításán alapul.  Az eredeti cikk szerkesztőit annak laptörténete sorolja fel. Ez a jelzés csupán a megfogalmazás eredetét és a szerzői jogokat jelzi, nem szolgál a cikkben szereplő információk forrásmegjelöléseként.